# Paritium tiliifolium
Paritium tiliifolium là một loài thực vật có hoa trong họ Cẩm quỳ. Loài này được (Salisb.) Nakai mô tả khoa học đầu tiên năm 1936.